# Володарский Водопровод
Волода́рский Водопрово́д — посёлок в Гатчинском муниципальном округе Ленинградской области.

## История
По данным 1933 года посёлок Володарский Водопровод в составе Красногвардейского района не значился.
По данным 1966 и 1973 годов посёлок Володарский Водопровод находился в составе Большетаицкого сельсовета.
По данным 1990 года посёлок Володарский Водопровод входил в состав Веревского сельсовета.
В 1997 году в посёлке проживали 29 человек, в 2002 году — 12 человек (все русские).
По состоянию на 1 января 2006 года в посёлке числилось 5 домохозяйств, общая численность населения составляла 9 человек.

## География
Посёлок расположен в северной части района к западу от автодороги Р23 «Псков» (E 95, Санкт-Петербург — граница с Белоруссией) и железнодорожной станции Верево.
Расстояние до административного центра поселения, деревни Малое Верево — 7,5 км.
Расстояние до ближайшей железнодорожной станции Верево — 3,5 км.

## Демография
| 2006 | 2007 | 2010 | 2017 |
| ---- | ---- | ---- | ---- |
| 9    | ↘5   | ↗9   | ↗16  |

Согласно данным Всероссийской переписи населения 2021 года в посёлке постоянного населения не было.

## Улицы
Промзона Орловские Ключи.